# Protoplasma
Protoplasma er en betegnelse for cellevæsken hos prokaryoter, primitive organismer, hvis celler ikke er opdelt i cellekerne og cytoplasma. Prokaryoter tæller hovedsageligt bakterier, men også andre primitive livsformer.
Protoplasma består, ligesom cytoplasma hovedsageligt af vand (75-80%) samt salte, proteiner, lipider, nukleinsyrer, kulhydrater, fedt, fosfatider, enzymer og andre organiske stoffer.